# Slaapzand

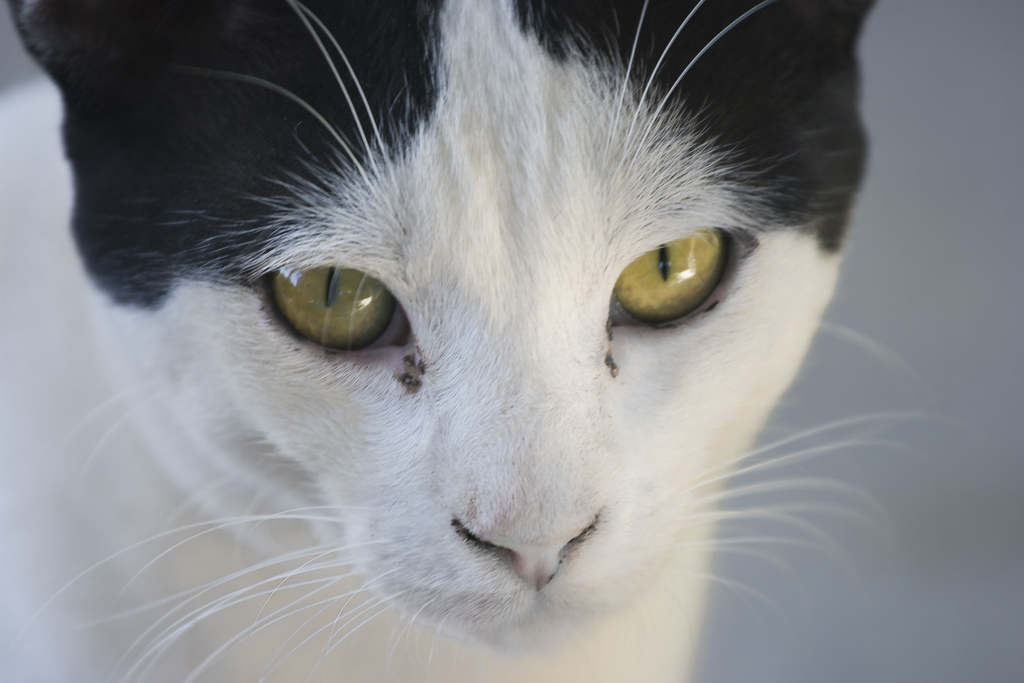
Kat met slaapzand in de ogen

Slaapzand is volgens het volksverhaal het zand waarmee Klaas Vaak kinderen in slaap brengt. Het verwijst naar het opgedroogd traanvocht dat men in de ooghoeken bij het opstaan terugvindt.
Om het oog vochtig te houden, maakt het lichaam traanvocht aan. Overdag knippert men zo'n 12.000 keer met de ogen om dat traanvocht te verdelen. Het traanvocht bestaat uit water, een soort olie en een slijmlaagje. 's Nachts maken de ogen wel de olie en het slijmlaagje aan, maar de traanklieren maken dan even geen water aan. Hierdoor is het traanvocht wat dikker. Omdat men 's nachts niet de ogen knippert én het traanvocht stroperiger is, hoopt het oogvocht zich op in de ooghoek. 's Ochtends heeft men dan een korreltje opgedroogd traanvocht in de ooghoeken. 
Dit slaapzand zou volgens veel ouders tevens het bewijs zijn dat Klaas Vaak wel degelijk bestaat. Het 's morgens wassen van het gezicht is, wordt kinderen wel voorgehouden, van belang om het zand weg te halen. Daarna ben je pas echt wakker.
De uitdrukking: "Iemand zand in de ogen strooien", zou ook zijn oorsprong hebben in dit kindergeloof. Het betekent dat je iemand in slaap sust, ofwel hem of haar misleidt.
De korreltjes in de ooghoeken worden ook wel siep of pietjes genoemd. Pietje kan pit betekenen, maar zou ook steen kunnen zijn (de naam Piet betekent rots, steen). De uitdrukking: "Heb je de pietjes al uit je ogen?" houdt dus in: "Ben je al uitgeslapen?" 